# 1927年鐵路
此條目列出1927年發生有關鐵路運輸的事件。

## 事件

### 3月
- 3月9日：南武鐵道線通車。

### 4月
- 4月1日：小田原急行電鐵線通車。
- 4月3日：予讚線通車。

### 5月
- 5月23日：貝塚線通車。

### 6月
- 6月1日：土耳其國家鐵路成立。
- 6月1日：愛知電氣鐵道線通車。

### 7月
- 7月6日：蛇窪站啟用，目黑蒲田電鐵（日语：目黒蒲田電鉄）大井町線通車。
- 7月15日：玉川電氣鐵道（日语：玉川電気鉄道）溝之口線通車。
- 7月17日：柏林地鐵8號線通車。

### 10月
- 10月15日：武藏野鐵道豐島線通車。

### 12月
- 12月3日：倫敦郵政鐵路通車[1]。
- 12月30日：東京地下鐵道通車，來往上野站至淺草站。